# Милан Шијан
Милан Шијан (Купирово, код Срба, 14. септембар 1914 — Београд, 16. јул 2004), учесник Народноослободилачке борбе, генерал-мајор ЈНА у резерви, друштвено-политички радник СР Србије и народни херој Југославије.

## Биографија
Рођен је 14. септембра 1914. године у селу Купирову, код Срба, у сиромашној породици. Рано је пошао да тражи зараду, па се тако 1931. запослио у каменолому у Голупцу, радећи као сезонски радник. Године 1933. радио је на прузи Кучево и у тунелу код Пожаревца. Крајем исте године прешао је у Београд, где је радио као обалски радник до почетка Другог светског рата у Југославији. Током 1936. године служио је деветомесечни војни рок.
Шијан се укључио у раднички покрет када је Комунистичка партија Југославије (КПЈ) почела да организује своју активност међу обалским радницима у Београду током 1937. године. Постао је активан члан Уједињених радничких синдиката (УРС). Кандидат за члана КПЈ постао је у јесен 1939. године. Учествовао је у радничким и студентским демонстрацијама у Београду. Због учешћа у револуционарном комунистичком покрету, први пут је био ухапшен 5. октобра 1939. године и био спроведен у Лику, до Грачаца. Упркос томе, након неколико дана се вратио у Београд.
Предводио је обалске раднике у великим демонстрацијама 14. децембра 1939, а нешто касније, због учешћа у дељењу летака, поновно је био ухапшен 29. јануара 1940. и на Суду за заштиту државе осуђен на 14 месеци робије, коју је издржао у казненом заводу у Нишу. После пуштања из затвора, 29. марта 1941, спроведен је у Београд, а одатле у Загреб и даље за Лику. На том путу га је затекао Априлски рат.

### Народноослободилачка борба
После капитулације Југославије, нашао се у родном крају. Одмах се укључио у припреме за оружани устанак против окупатора и њихових сарадника и повезивао се с комунистима и осталим антифашистички расположеним људима. Првобитно је био члан одбора за припреме за устанак у србском крају, а затим је као члан Штаба герилских одреда учествовао у њиховом формирању. Тих је дана био примљен за члана Комунистичке партије Југославије.
Почетком устанка у НДХ 27. јула 1941. године, био је политички комесар устаничких снага које су разбиле непријатеља на Србском кланцу. Од септембра 1941. био је комесар партизанског јуришног одреда „Чапајев“, а мало доцније комесар батаљона „Марко Орешковић“. Учествовао је у свим борбама овог одреда, а посебно се истакао у борбама одреда против усташа у западној Лици, у разоружавању четника и неутралисању њиховог деловања на сектору Доњолапачког среза, у борбама за поновно ослобођење Срба од италијанских окупатора и остало.
У пролеће 1942. године постао је командант Личког ударног батаљона. Истакао се у борбама у Гацкој долини, односно у Дољанима, где је као бомбаш допринео уништењу четничког утврђења, те у Косињу. У обе ове борбе је био рањен. Децембра 1942. поновно је био постављен за команданта батаљона „Марко Орешковић“ у Првој личког бригади, а у пролеће 1943. постао је командант Треће личке бригаде. Предводио је маневарску борбу из заседе против немачких снага на Горијевцу, августа 1943, приликом продора немачке војске на Јадран. Затим је непосредно учествовао у борбама против немачких снага код Боричевца и Доњег Лапца.
Током 1944. се истакао приликом немачког десанта на Дрвар 25. маја. Његови борци су уништили на стотине падобранаца и имали једну од одлучујућих улога у одбрани Врховног штаба НОВЈ. Тада је Шијан по трећи пут био тешко рањен. После оздрављења, извесно се време налазио у Штабу Шесте личке дивизије НОВЈ, а на дужност команданта Треће личке бригаде вратио се крајем јула 1944. године, у време тешких борби у походу за Србију, предводећи бригаду са Дмитром Закланом, као начелником Штаба и Матом Радуловићем, њеним политичким комесаром. У тим тешким борбама, бригада се истакла у заштити евакуације тешких рањеника с Брезана у Пиви у Италију, у борбама за уништење јединица Драгољуба Михаиловића и разбијању његове Врховне команде (око Пожеге и на Јеловој гори). Почетком октобра 1944, након ослобођења Ваљева, био је постављен за заменика команданта Шумадијске дивизије у формирању.

### Послератни период
После ослобођења Београда, био је одређен на партијско-политички рад у новембру 1944. године. Убрзо је постао члан првог Секретаријата Градског комитета КПЈ за Београд и председник Градског већа Јединствених синдиката за Београд.
Од почетка 1945. године, радио је као инспектор Контролне комисије Београда, а затим вршио одговорне дужности у органима унутрашњих послова Београда и НР Србије, међу осталим и као командант Народне милиције Србије. У периоду од 1948. до 1950. године завршио је двогодишњу Вишу партијску школу „Ђуро Ђаковић“ при Централном комитету КПЈ.
Био је пензионисан 1965. године у чину генерал-мајора Милиције. После тога је био члан Савета СР Хрватске.
Шијан је био један од путника отетог авиона ЈАТ, 26. септембра 1981. године. Сапутник му је био генерал-пуковник авијације у пензији Божо Лазаревић. Након приземљења авиона на аеродром у Ларнаки, Шијан и Лазаревић су инсценирали пожар и омогућили путницима да побегну из авиона, што је и окончало отмицу.
Његов син је познати југословенски и српски редитељ Слободан Шијан.
Извршио је самоубиство 16. јула 2004, у свом стану на Новом Београду. Сахрањен је у Алеји народних хероја на Новом гробљу у Београду.
Носилац је Партизанске споменице 1941. и других југословенских одликовања, међу којима су и Орден народног ослобођења, два Ордена заслуга за народ са златном звездом, Орден братства и јединства са златним венцем, Орден партизанске звезде са сребрним венцем и два Ордена за храброст. Орденом народног хероја одликован је 20. децембра 1951. године.